# Giorgi Ugulawa
Giorgi (Gigi) Ugulawa (gruz. გიორგი (გიგი) უგულავა, ur. 15 sierpnia 1975 w Tbilisi) – gruziński polityk i dziennikarz, burmistrz Tbilisi w latach 2005–2013.

## Życiorys
Kształcił się w Seminarium Teologicznym w Tbilisi (1992–1994) i na Uniwersytecie Kraju Saary (1995–1997). W 1998 ukończył studia na Wydziale Filozofii i Socjologii Uniwersytetu Państwowego im. Iwane Dżawachiszwili w Tbilisi. W tym samym roku rozpoczął studia podyplomowe w Instytucie Filozofii Gruzińskiej Akademii Nauk.
W 1993 był nauczycielem historii religii w szkołach w Tbilisi. Od 1997 do 1998 pracował jako dziennikarz w telewizji "Iberia-TV", a od 1999 do 2000 jako dziennikarz "Inter News". W tym samym czasie był kierownikiem programu w gruzińskim oddziale Transparency International, a także konsultantem w fundacji "Eurasia". W latach 2001–2003 stał na czele Stowarzyszenia Edukacji Prawnej i Publicznej (ALPE).
W grudniu 2003, po rewolucji róż, został mianowany na stanowisko wiceministra sprawiedliwości. W lutym 2004 objął stanowisko wiceministra bezpieczeństwa, a w kolejnym miesiącu pierwszego wiceministra bezpieczeństwa. Od września 2004 do kwietnia 2005 był gubernatorem regionu Megrelia i Górna Swanetia. 20 kwietnia 2005 objął funkcję szefa administracji Prezydenta Gruzji.
12 lipca 2005 został mianowany burmistrzem Tbilisi. 5 października 2006 wziął udział w wyborach lokalnych. 12 października 2006 Rada Miejska Tbilisi (Tbilisi Sakrebulo) wybrała go ponownie na urząd burmistrza miasta. Był kandydatem Zjednoczonego Ruchu Narodowego w pierwszych bezpośrednich wyborach burmistrza stolicy, które odbyły się 30 maja 2010. Uzyskał reelekcję, zdobywając ponad 55% głosów.
Gigi Ugulawa mówi w języku angielskim, niemieckim i rosyjskim. Jest żonaty, ma dwoje dzieci.

## Odznaczenia
- Order Dawida Aghmaszenebeli (Dawida IV Budowniczego)[2]